# Swiss Juniors 2013
Das Swiss Juniors 2013 als bedeutendstes internationales Nachwuchsturnier der Schweiz im Badminton fand vom 26. bis zum 29. September 2013 in Solothurn statt.

## Sieger und Platzierte der Junioren U19
| Disziplin    | Gold                                    | Silber                           | Bronze                           |
| ------------ | --------------------------------------- | -------------------------------- | -------------------------------- |
| Herreneinzel | Lars Schänzler                          | Victor Svendsen                  | Mark Caljouw                     |
| Herreneinzel | Lars Schänzler                          | Victor Svendsen                  | Matéo Martinez                   |
| Dameneinzel  | Luise Heim                              | Alida Chen                       | Maja Pavlinić                    |
| Dameneinzel  | Luise Heim                              | Alida Chen                       | Lole Courtois                    |
| Herrendoppel | Mads Storgaard Sørensen Victor Svendsen | Johannes Pistorius Marvin Seidel | Ruben Jille Alex Vlaar           |
| Herrendoppel | Mads Storgaard Sørensen Victor Svendsen | Johannes Pistorius Marvin Seidel | Mark Caljouw Justin Teeuwen      |
| Damendoppel  | Alida Chen Cheryl Seinen                | Maja Pavlinić Dorotea Sutara     | Monia Giacometti Xenia Loi       |
| Damendoppel  | Alida Chen Cheryl Seinen                | Maja Pavlinić Dorotea Sutara     | Katarina Beton Ana Marija Šetina |
| Mixed        | Ruben Jille Alida Chen                  | Alex Vlaar Cheryl Seinen         | Johannes Pistorius Maja Pavlinić |
| Mixed        | Ruben Jille Alida Chen                  | Alex Vlaar Cheryl Seinen         | Joel König Céline Burkart        |